# Theo Hauser
Theo Hauser, né le 18 septembre 2003, est un coureur cycliste autrichien. Spécialiste de VTT et notamment de cross-country eliminator, il est notamment champion d'Europe de la discipline en 2024 et vice-champion du monde en 2025.

## Biographie
Theo Hauser est originaire de Styrie et roule pour le Bikeclub Stattegg. Il s'illustre pour la première fois en 2020 lorsqu'à 17 ans il devient champion d'Autriche de cross-country eliminator et vice-champion d'Autriche de cross-country short track. L'année suivante, il prend la deuxième place du championnat d'Autriche de cross-country eliminator derrière l'ancien champion du monde Daniel Federspiel. Hauser décide alors de se spécialiser dans cette discipline. Il se classe troisième lors de ses deux premières participations à des manches de la Coupe du monde de cross-country eliminator en 2022, à Audenarde et Sakarya. En fin de saison, il termine quatrième du championnat du monde de cross-country eliminator.
De 2023 à 2025, il remporté les championnats d'Autriche de cross-country eliminator. Sur la scène internationale, il gagne sa première manche de Coupe du monde à Louvain en juin 2024 et les championnats d'Europe à Gibraltar en octobre 2024. En cyclisme sur route, il rejoint l'équipe WSA KTM Graz en 2024. L'année suivante, il est vice-champion du monde de cross-country eliminator.

## Palmarès en VTT

### Championnats du monde
- Sakarya 2025
  -  Médaillé d'argent du cross-country eliminator

### Coupe du monde
- Coupe du monde de cross-country eliminator
  - 2022 : 6e du classement général
  - 2023 : 8e du classement général
  - 2024 : 3e du classement général, vainqueur d'une manche

### Championnats d'Europe
- Gibraltar 2024
  -  Champion d'Europe de cross-country eliminator

### Championnats d'Autriche
- 2020
  -  Champion d'Autriche de cross-country eliminator
  - 2e du cross-short track
- 2021
  - 2e du cross-country eliminator
- 2023
  -  Champion d'Autriche de cross-country eliminator
- 2024
  -  Champion d'Autriche de cross-country eliminator
- 2025
  -  Champion d'Autriche de cross-country eliminator